# Алькасар Християнських монархів
Алькасар Християнських монархів (ісп. Alcázar de los Reyes Cristianos), також відомий як Алькасар у Кордові, — середньовічний алькасар, який розташований в Кордобі, Іспанія поруч з річкою Гвадалківір і біля Великої Мечеті. Алькасар отримав ім'я від арабського القصر (Al-Qasr, що означає «палац»). Фортеця служила однією з головних резиденцій для Ізабелли I Кастильської та Фердинанда II Арагонського.